# Гонки на газонокосилках

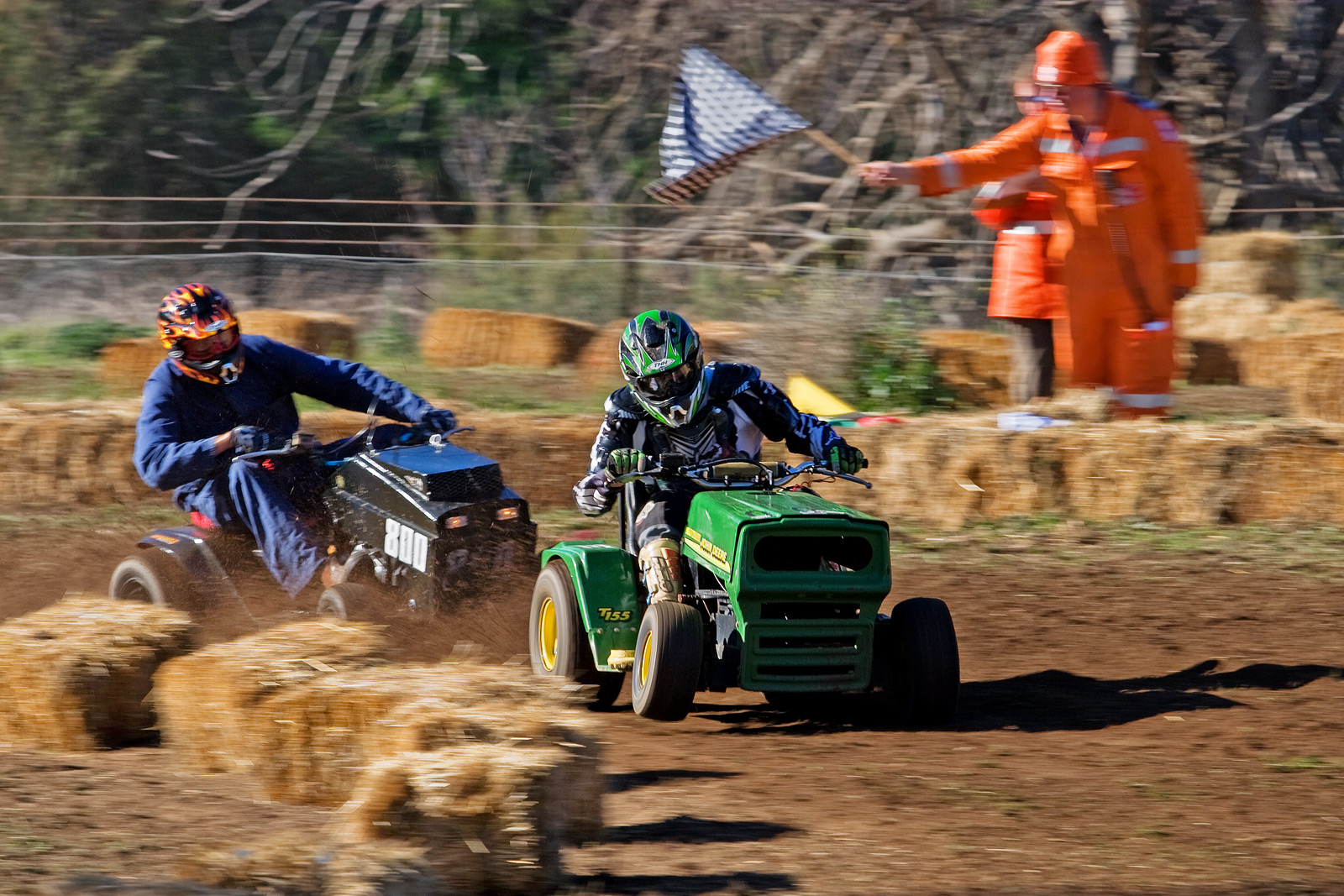
Гонки на газонокосилках в Swifts Creek (Австралия). Июнь 2007 года.

Гонки на газонокосилках — разновидность моторного вида спорта, в котором используются модифицированные садовые трактора-газонокосилки.

## История
Ранние гонки на газонокосилках проходили в качестве развлекательных мероприятий на праздниках. Известны гонки проходившие в 1963 году в штате Индиана на празднике в честь Дня независимости США. Первая специализированная спортивная организация была основана в 1973 году в Великобритании.

## Проведение
Как и в других видах мотоспорта, гонки на газоноксилках имеют разные правила и классы «гоночных болидов».
Организацией гонок занимаются различные ассоциации:
- British Lawn Mower Racing Association (Великобритания)
- North West Lawn Mower Racing Association (Великобритания)
- U.S. Lawn Mower Racing Association (США)
- American Racing Mower Association (США)
- Australian Ride-On Lawn Mower Racing Association (Австралия)

## Критика
В 2002 году президент OPEI (ассоциации производителей и продавцов садовой техники) Билл Харли раскритиковал этот вид спорта из-за высокого травматизма: «Газонокосилки предназначены для того, чтобы постригать траву. Это не гоночные машины».

## Рекорды скорости
Кроме массовых заездов существуют и одиночные заезды для установления рекорда скорости. В них принимают участие глубоко модифицированные трактора-газонокосилки
| Дата                | Гонщик           | Модель газонокосилки                | Место проведения                  | Достигнутая скорость |
| ------------------- | ---------------- | ----------------------------------- | --------------------------------- | -------------------- |
| 4 июля 2006         | Bobby Cleveland  | 104+® Octane Boost (Snapper)        | США, Bonneville Salt Flats        | 80.792 mph           |
| май 2010            | Don Wales        | Project Runningblade (Countax)      | Великобритания                    | 87.833 mph           |
| 24-26 сентября 2010 | Bobby Cleveland  | 104+® Octane Boost (Snapper)        | США, Bonneville Salt Flats        | 96.529 mph           |
| 8 марта 2014        | Piers Ward       | Mean Mower (Honda)                  | Испания, IDIADA Proving Ground    | 116.575 mph          |
| 5 ноября 2015       | Pekka Lundefaret | The World’s Fastest Viking (Viking) | Норвегия, Torp Sandefjord Airport | 133.57 mph           |

## В культуре
В ноябре 2006 года была выпущена компьютерная игра «Lawnmower Racing Mania 2007» для платформ Xbox и PC.